# Igreja da Memória

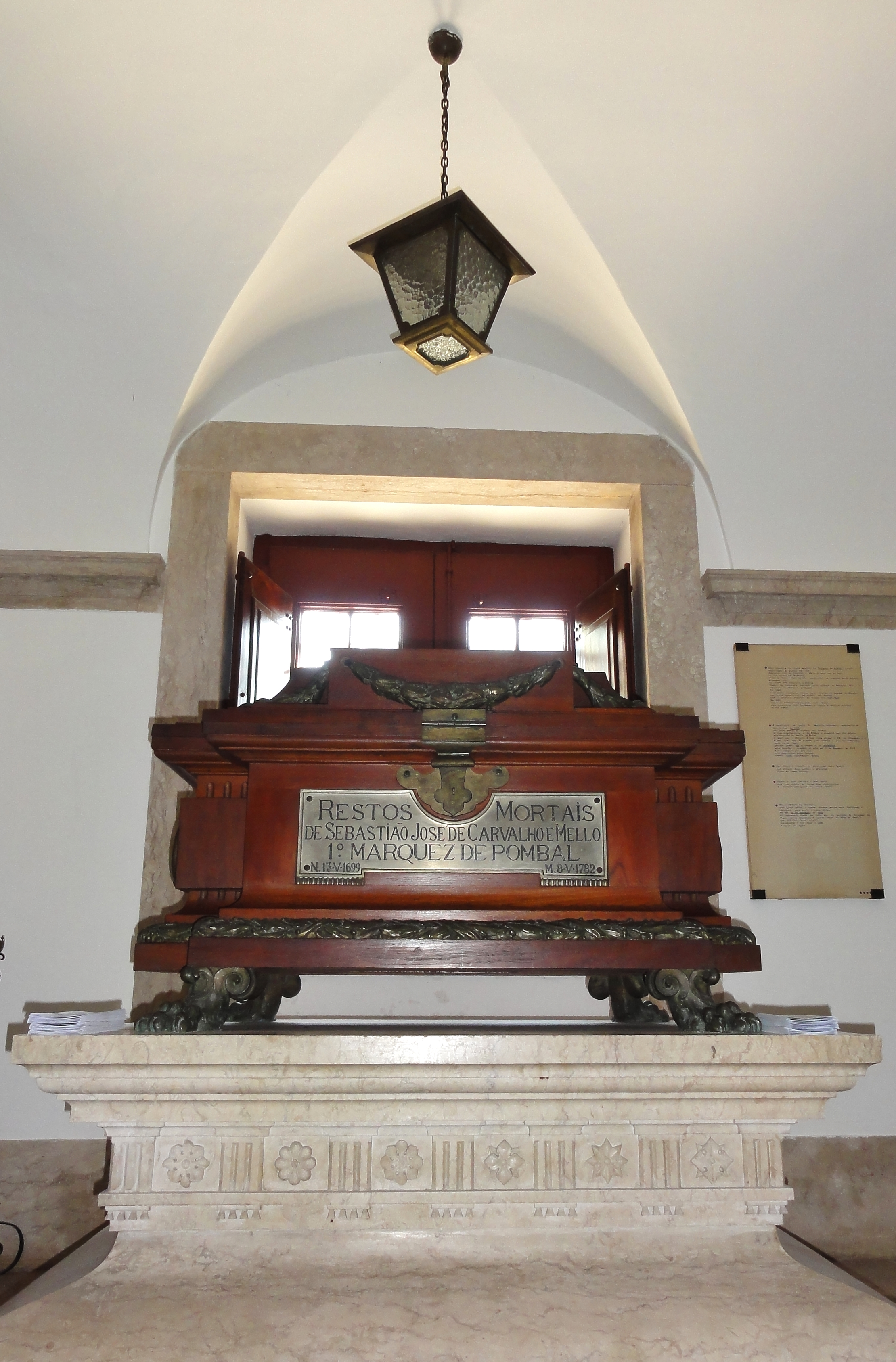
Mausoléu ao Marquês de Pombal, Ajuda (Lisboa)

A Igreja da Memória, também conhecida por Igreja de Nossa Senhora do Livramento e de São José, classificada como Monumento Nacional desde 1923, é uma igreja localizada na freguesia da Ajuda, na cidade de Lisboa, em Portugal. Atualmente é a sede da Ordinariato Castrense de Portugal, ou Diocese das Forças Armadas.

## História
Foi fundada por D. José I, num gesto de gratidão por se ter salvo de uma tentativa de assassínio dois anos antes, em 1758, no local. O início das obras foi por volta de maio de 1760, tendo-se celebrado a cerimónia do lançamento da primeira pedra a 3 de setembro de 1760.
O monarca regressava de um encontro secreto com uma dama da família Távora quando a carruagem foi atacada e uma bala o atingiu num braço. Pombal, cujo poder já era absoluto, aproveitou a desculpa para se livrar dos seus inimigos Távoras, acusando-os de conspiração. Em 1759, foram torturados e executados. As suas mortes são comemoradas por um pilar no Beco do Chão Salgado, junto da Rua de Belém.
O projeto deste templo coube ao italiano Giovanni Carlo Galli da Bibbiena (1717-1760), arquiteto e cenógrafo bolonhês autor do Teatro do Forte ou Teatro do Salão dos Embaixadores no Palácio da Ribeira (1752-1754), Teatro real de Salvaterra de Magos (1753-1792), Teatro real da Ópera do Tejo (mar.1755-nov.1755) e do Teatro da Quinta de Cima ou Teatro da Ajuda. Igualmente foi responsável pela Real Barraca da Ajuda e da sua Capela Real.
A condução das obras até 20 de novembro de 1760, esteve a cargo do arquiteto italiano. Depois do falecimento de Bibbiena, as obras continuaram;  contudo, em 1762, pararam por motivos económicos, sendo apenas retomadas em novembro de 1779. Assumindo o cargo o arquiteto Mateus Vicente de Oliveira, sendo o responsável pelo piso superior da igreja, pelo zimbório, cúpula e lanternim. Em 1785, Mateus Vicente morre, ficando por concluir a torre sineira. 
Em 1788, o bispo do Algarve, D. José Maria de Melo, sagra os dois sinos principais da igreja.

## Descrição
A igreja da Memória é de arquitetura barroca. É composta por nave, transepto pouco saliente, com cruzeiro circular, com estreitos corredores nos braços e capela-mor. Este possui, nos braços do transepto, tribunas, com guardas semelhantes, sendo rasgada por vãos sobrepostos, colocadas no piso inferior e janelas de varandim no superior. A capela-mor é simples, seguindo as normas pombalinas, e apresenta um simples painel pintado, envolvido por uma moldura de talha, com altar paralelepipédico, tendo pilastras volutadas adossadas aos costados. No exterior surge uma torre sineira, com o interior dividido em tramos por pilastras toscanas duplas, que sustentam as coberturas em abóbadas de lunetas, amplamente iluminada por enormes janelões que se rasgam nas fachadas do imóvel e pelo tambor, óculos e lanternim da cúpula. A fachada principal da igreja é rematada com um frontão triangular, composta por dois registos divididos por entablamento. As fachadas laterais têm tratamento semelhante entre si. Estas apresentam duas partes, sendo o superior recuado. Possuem duas ordens arquitectónicas distintas, toscana no piso inferior e de inspiração coríntia no superior, remetendo para modelos clássicos. Estas mudança de ordem arquitetónicas ocorreu em resultado da substituição dos arquitetos.
As características cenográficas manifestam-se sobretudo no exterior, na multiplicação dos planos que se desdobram artificiosa-mente qualquer que seja o ponto onde o observador se coloque. Para tal concorrem certamente o dinamismo das paredes do piso térreo, como a fachada principal ligada ás laterais por planos côncavos (esquema que se repete a poente, acentuado pela colocação da torre-sineira), e o ligeiro avanço de um corpo central das fachadas sul e norte, num jogo interessante de diferenças de movimento, acentuadas pelo ritmo inconstante das pilastras e dos vãos. Apesar da sequência das pilastra e da interrupção dos ritmos verticais, este piso não perde no entanto a sua clara leitura horizontal, percorrido como está por uma balaustrada, uma cornija e um rodapé contínuos, unificando todo o perímetro do edifício, onde ressalta uma movimentação sobretudo plástica dos diferentes planos da igreja.
Em estilo neoclássico, a igreja é pequena, mas graciosa com linhas equilibradas e harmoniosas, sendo o interior em mármore com pinturas de Pedro Alexandrino de Carvalho e tendo no exterior uma bela cúpula. Dado significativo é o facto de servir de mausoléu a Sebastião José de Carvalho e Melo (Marquês de Pombal), cujos restos mortais foram para aqui trasladados em 1923.